# Жълтовежд певец
Жълтовежд певец (Phylloscopus inornatus) е вид птица от семейство Phylloscopidae.

## Разпространение и местообитание
Разпространен е в Бутан, Виетнам, Германия, Дания, Индия, Иран, Казахстан, Камбоджа, Киргизстан, Китай, Кувейт, Лаос, Латвия, Малайзия, Мианмар, Монголия, Непал, Пакистан, Полша, Русия, Северна Корея, Сингапур, Тайланд, Хонконг, Южна Корея и Япония.